# Ksenofont Ochrymowycz
Ksenofont Ochrymowycz (ukr. Ксенофонт Охримович; ur. 3 marca 1846 w Haliczu, zm. 4 stycznia 1916 we Lwowie) – polityk staroruski, poseł na Sejm Krajowy Galicji i do austriackiej Rady Państwa

## Życiorys
Uczył się w gimnazjum w Tarnopolu a następnie w Stanisławowie, gdzie uzyskał maturę. Studiował na wydziale filozoficznym uniw. we Lwowie a następnie w Wiedniu (1867-1870). Następnie pracował jako nauczyciel geografii i historii w miejskim gimnazjum realnym w Drohobyczu (1871-1872) a następnie w gimnazjach rządowych w Samborze (1873) i Drohobyczu (1874-1876), a potem powtórnie w szkole realnej w Drohobyczu. Był m.in. nauczycielem Iwana Franki.
Był właścicielem domu w Drohobyczu, a także kopalni wosku ziemnego w Truskawcu. Członek Rady Miejskiej (1876-1906) i burmistrz Drohobycza (1888-1890). Członek Rady Powiatu i Wydziału Powiatowego w Drohobyczu (1876-1906), od 1891 roku marszałek powiatu drohobyckiego. Członek Szkolnej Rady Okręgowej w Drohobyczu (1903-1906). Prezes oddziału Krajowego Związku Ochotniczych Straży Pożarnych w Drohobyczu (1899-1900). Był działaczem ruchu staroruskiego. Współzałożyciel w 1874 a od lipca 1876 członek kierownictwa Towarzystwa im. Kaczkowskiego w Drohobyczu.
Poseł do Sejmu Krajowego Galicji IV kadencji (8 sierpnia 1877 – 21 października 1882), V kadencji (15 września 1883 – 26 stycznia 1889), VI kadencji (26 listopada 1889 – 17 lutego 1894), VII kadencji (28 grudnia 1895 – 9 lipca 1901) i  VIII kadencji (28 grudnia 1901 – 12 października 1907), wybieranym stale w kurii IV (gmin wiejskich) w okręgu wyborczym nr 21 (Drohobycz-Podbuż) W wyborach był popierany zarówno przez Radę Russką (starorusini) jak  Hołowny Ruski Wyborczy Komitet (młodorusinów – Ukraińców). Członek Wydziału Krajowego w latach 1907-1908.
Był także posłem do austriackiej Rady Państwa VIII kadencji (22 września 1885 – 23 stycznia 1891), IX kadencji (9 kwietnia 1891 – 22 stycznia 1897) i X kadencji (27 marca 1897 – 7 września 1900) – był wybierany w kurii IV (gmin wiejskich) w okręgu wyborczym nr 15 (Stryj-Skole-Żydaczów-Mikołajów-Żurawno-Drohobycz-Medenice-Podbuż). W kadencji VIII był członkiem Klubu Ruskiego (Klub der Ruthenen) zaś w kadencjach IX i X należał do Słowiańskiego Związku Chrześcijańsko-Ludowego. W parlamencie był rzecznikiem porozumienia polsko-ukraińskiego. W 1901 został wybrany z ramienia partii ukraińskiej do parlamentu, jednak mandat unieważniono, na jego miejsce wszedł ostatecznie Karol Dzieduszycki.
Od 1901 pracował jako dyrektor biura wydawnictwa książek szkolnych Namiestnictwa Galicyjskiego. Od 1905 rewident a następnie od 1910 radca rachunkowy Namiestnictwa. W 1913 roku przeszedł w stan spoczynku.
Pochowany na Cmentarzu Łyczakowskim we Lwowie.

## Odznaczenia
Odznaczony orderem Żelaznej Korony klasy III (1900).

## Rodzina
Urodził się w rodzinie greckokatolickiego duchownego, syn księdza Juliana Ochrymowicza proboszcza w Uryczu w pow. skolskim i Ranegundy z Millerów. Dwukrotnie żonaty: w 1868 z Augustyną z domu Kurzweil, z którą miał córkę Olgę, w 1892 z Wilhelminą z Amerlingów córką znanego malarza wiedeńskiego Friedricha von Amerlinga (1803–1887). Mieli synów: Stefana i Romana.

## Literatura
- Jerzy Zdrada, Ochrymovyč Ksenofont (1846-1916), Politiker, Österreichisches Biographisches Lexikon 1815-1950, Bd. 7 (Lfg. 33, 1977), S. 203; ÖBL – wersja elektroniczna
- Леонід Тимошенко, Учитель Івана Франка, бургомістр Дрогобича Ксенофонт Охримович, "Україна: культурна спадщина, національна свідомість, державність", Вип. 21, 2012, С. 732-737 Wersja elektroniczna